# Christoph Schärer
Christoph Schärer (* 14. August 1980) ist ein Schweizer Kunst- und Geräteturner sowie Trainer.
Er ist mehrfacher Schweizer Meister am Reck und belegte mehrere Top-10-Ränge im Mehrkampf und an weiteren Geräten. Bei den Turn-Weltmeisterschaften 2001 in Gent erreichte Christoph Schärer den 6. Platz am Reck. 2004 nahm er an den Olympischen Spielen in Athen teil und gewann bei den Turn-Europameisterschaften in Ljubljana die Bronze-Auszeichnung in der Gerätedisziplin Reck. Bei den Turn-Europameisterschaften 2006 in Volos gewann er ebenfalls die Bronze-Auszeichnung am Reck.
Schärer ist an der Eidgenössischen Hochschule für Sport Magglingen tätig.